# كلية الطب البيطري بجامعة غلاسكو
كلية الطب البيطري بجامعة غلاسكو (بالإنجليزية: University of Glasgow School of Veterinary Medicine)‏ هي واحدة من ست مدارس بيطرية في المملكة المتحدة، وتقدم مؤهلات جامعية ودراسات عليا في الطب البيطري.
تأسست في عام 1862 باسم كلية غلاسكو البيطرية المستقلة، وتم إدراجها في الجامعة في عام 1949 وحصلت على وضع هيئة تدريس مستقلة سنة 1969. في عام 2010 أصبحت مدرسة تأسيسية للكلية الجديدة للطب والطب البيطري وعلوم الحياة. احتلت المرتبة الثانية في المملكة المتحدة من خلال دليل الجامعة الكامل لعام 2016 وفي عام 2015، صنفت تصنيفات QS العالمية للجامعة هذه الكلية البيطرية سابعًا في العالم للطب البيطري.

## الخريجين والموظفين البارزين
خريج متميز
- مارك بريان، طبيب بيطري يعمل في نيوزيلندا
- مايكل فيندلي، جراح بيطري، مؤلف ومذيع
- جون أ. جيلروث، المدير السابق للإقليم الشمالي لأستراليا
- جيمس هيريوت، جراح ومؤلف بيطري (الاسم الحقيقي Alf Wight)
- ماندا سكوت، كاتبة
- إيدي سترايتون، جراح بيطري ومؤلف ومقدم تلفزيوني يُعرف باسم "التلفزيون البيطري"
- ديفيد تايلور، جراح بيطري، مؤسس IZVG، مؤلف ومقدم تلفزيوني معروف باسم "The Zoo Vet"